# Marogong
Marogong est une localité de la province de Lanao du Sud, aux Philippines. En 2015, elle compte 21 319 habitants.